# El Carrascalejo
|  | Aquest article tracta sobre el municipi de la província de Badajoz. Vegeu-ne altres significats a «Carrascalejo». |

El Carrascalejo és un municipi de la província de Badajoz, a la comunitat autònoma d'Extremadura.